# Mirosternus solidus
Mirosternus solidus är en skalbaggsart som beskrevs av Perkins 1910. Mirosternus solidus ingår i släktet Mirosternus och familjen trägnagare. Inga underarter finns listade i Catalogue of Life.